# Josef Mengele
Josef Mengele (født 16. marts 1911 i Günzburg, Tyskland, død 7. februar 1979 ved Bertioga, Brasilien) var en tysk nazist og læge i Waffen-SS, som fra 1945 til 1985 var eftersøgt for krigsforbrydelser begået mod menneskeheden under den 2. verdenskrig .
Josef Mengele var i 1943-1945 SS-læge i den nazistiske koncentrations- og udryddelseslejr Auschwitz-Birkenau, hvor han bl.a. udvalgte fanger til døden i gaskamre samt iværksatte medicinske forsøg på primært tvillingebørn. Han forlod lejren før dens befrielse og opholdt sig i Tyskland under falsk identitet. I 1949 flygtede Josef Mengele til Argentina og tog i 1959 ophold i Paraguay. Fra 1960 til sin død i 1979 levede han i Brasilien. Det lykkedes først hans forfølgere at lokalisere ham efter hans død. I 1985 førte efterforskning til fundet af hans jordiske rester i Brasilien, og i 1992 blev det ved hjælp af dna-analyse endegyldigt konkluderet, at de tilhørte Mengele.

## Opvækst og ungdom
Josef Mengele var den ældste af Karl og Walburga Mengeles tre sønner. Han voksede op i Günzburg i Bayern, hvor Karl Mengele havde overtaget en mindre landbrugsmaskinfabrik og i løbet af 1920'erne blev byens betydeligste arbejdsgiver. Drengenes opdragelse i hjemmet var katolsk og streng, ført an af en dominerende mor. Selv om Josef Mengele var udset til at efterfølge faderen og kun afsluttede gymnasiet med middelmådige karakterer, så havde han stor interesse for naturfag og fik i sin tidlige ungdom akademiske ambitioner.
 Josef var en meget ambitiøs ung mand med et stort behov for succes. Han ville skabe sig sit eget navn uafhængigt af sin familie. Han ønskede sig ikke kun at opnå succes, men også at skille sig ud fra mængden. Dette var hans passion. Han fortalte mig, at en dag ville jeg læse hans navn i alverdens leksika.

 Efter afslutningen af gymnasiet i 1930 forlod Mengele Günzburg for at læse medicin. Han studerede de næste fem år ved universiteterne i München, Wien og Bonn. Almen medicin interesserede Mengele mindre, og han valgte målrettet sit speciale inden for medicinsk genetik og antropologi. Han var i studieårene ikke politisk aktiv, men trådte i 1932 ind i Jugendstahlhelm, som han forlod i 1934, da organisationen blev indlemmet i SA.
I 1935 tog Mengele sin doktorgrad i antropologi med afhandlingen ”Racemorfologiske undersøgelser af den forreste del af kæben hos fire racegrupper”. Han fik året efter autorisation som læge og afsluttede sin hospitalspraktik i Leipzig. I 1937 blev han medlem i NSDAP og trådte året efter ind i SS. I 1937 blev han i Frankfurt ansat som assisterende læge af professor Otmar Freiherr von Verschuer, som var leder af Institut für Erbbiologie und Rassenhygiene, der var den forskningsmæssige del af det tredje riges racehygiejniske praksis. Verschuer hørte blandt den tids ledende tvillingeforskere, og da Mengele i 1938 tog sin anden doktorgrad med afhandlingen ”Undersøgelser af familier med læbe-ganespalte”, arbejdede han ofte sammen med Verschuer, som blev hans mentor. Til Mengeles opgaver hørte også medvirken i juridiske afgørelser af, hvem der var ariske eller jødiske, de såkaldte Rassenschande-afgørelser. Her blev de teoretiske værktøjer i Mengeles uddannelse for første gang omsat i en praksis, som betød ødelæggelsen af menneskers tilværelse.
Mengele blev i 1939 gift med Irene Schönebein, som han havde mødt under praktikken i Leipzig. Da han i juni 1940 blev indkaldt til Wehrmachten, meldte han sig frivilligt til elitekorpset Waffen-SS og blev i august 1940 udstationeret i Poznan. Herfra blev han udsendt som feltlæge til SS-pionerbataljon 5 i Waffen-SS Division Wiking i Rusland, hvor han modtog udmærkelsen Jernkorset af 1. og 2. grad for heltemodig indsats under kamp. Efter at være blevet såret blev Mengele i januar 1943 erklæret uegnet til kamptjeneste og sendt tilbage til Berlin. Han fik ansættelse ved Kaiser-Wilhelm Instituttet, hvor Verschuer havde fået stillingen som leder. Det gav Mengele muligheden for at genoptage arbejdet med forskning, som var hans store interesse.
Sidst i maj samme år blev en SS-lejrlæge i Auschwitz-Birkenau udryddelseslejren langtidssygemeldt, og til erstatning blev Mengele valgt af indkaldelsesmyndigheden i Berlin. Der er ikke fundet dokumentation for, at Verschuer eller Mengele havde en aktiv andel i udstationeringen, men det er sandsynligt, at den ikke beroede på en tilfældighed. De havde begge kendskab til de forsøgsprojekter, der fandt sted i nogle af koncentrationslejrene, og de var klar over, at der i Auschwitz ville være uanede muligheder for menneskeligt forsøgsmateriale. Verschuer skaffede inden Mengeles udstationering finansielle bevillinger til at gennemføre to medicinske forskningsprojekter i lejren.

## Auschwitz-Birkenau 1943-1945
Den 30. maj 1943 tiltrådte Josef Mengele som SS-læge med rang af SS-Hauptsturmführer i udryddelseslejren Auschwitz-Birkenau og overtog ledelsen af sigøjnerlejren.
Når tog ankom med jøder i kreaturtogvogne til Birkenau, var det SS-læger, som stod for udvælgelsen af de ca. 80%, som blev sendt direkte til gaskamrene. I de 18 måneder, hvor Josef Mengele gjorde tjeneste i Auschwitz, udførte han ifølge det tyske anklageskrift fra 1981 udvælgelser blandt de nyankomne i mindst 74 tilfælde. Ifølge vidneudsagn skilte Mengele sig ud fra sine SS-lægekollegaer ved den tilsyneladende uanfægtethed, hvormed han udførte udvælgelserne, som ellers hørte til en af de mest forhadte opgaver blandt lægerne i lejren. Beretningerne lyder, at Mengele stod ulasteligt klædt i sin SS-uniform på ankomstrampen, og at han kunne fløjte melodien fra et stykke klassisk musik, mens han med antydningen af et smil samt en håndbevægelse dirigerede de nyankomne til højre eller venstre, alt efter om de var bestemt til at arbejde eller dø.
Selv når Mengele ikke havde vagt, kunne han vise sig på ankomstrampen, idet at han med sin tilstedeværelse ville sikre, at tvillingbørn blev frasorteret til den medicinske forskning, som han havde påbegyndt i lejren. Verschuer havde i 1930'erne anset tvillingstudier for det optimale afsæt i forståelsen af arvelige anlæg. De enorme deportationer af jøder til Auschwitz gav en enestående adgang til et stort antal tvillinger, og Josef Mengele fik mulighed for at udføre in vivo-forsøg, som hidtil ikke havde været afprøvet eller været etisk mulige i det civile Tyskland. Dokumentation for formålet med Mengeles tvillingeforsøg er ikke fundet. Med baggrund i den forskning, som han allerede havde deltaget i sammen med Verschuer, er det nærliggende, at et højere mål var at finde en nøgle til at kontrollere menneskets arveanlæg og med den viden lede Tyskland til at rendyrke og reproducere den ariske race – sandsynligvis gennem kontrollerede tvillingfødsler.
Inden forsøgene iværksatte Mengele detaljerede målinger og registreringer af tvillingerne. Mange af de medicinske indgreb udførtes på mindreårige. Der er bl.a. berettet om kirurgiske operationer uden bedøvelse, forsøg på kønsskifteoperationer, sammensyning af tvillinger, fjernelse af raske organer, blodtransfusioner, indsprøjtninger af bakterier samt amputation af raske lemmer. Mengeles fantasi syntes grænseløs, når det gjaldt forsøgstiltag, men resultaterne var uden reel videnskabelig værdi. Mengele udførte forsøg egenhændigt samt beordrede i mange tilfælde fangelæger til at udføre dem. Der var ofte tale om komparative medicinske forsøg mellem tvillingepar, og som i mange tilfælde afsluttedes med at Mengele beordrede deres likvidering, efterfulgt af en dissektion, da Mengele kun på den måde mente at kunne verificere resultaterne. Tvillingbørnene, som Mengele holdt adskilt fra de øvrige fanger flere steder i Birkenau-lejren, var privilegerede, da de ikke skulle arbejde i lejren og fik en bedre forplejning samt i nogle tilfælde fik lov at beholde deres hår og civile påklædning. Formålet var alene at gøre børnene trygge og skabe gunstige betingelser for forsøgene, som ofte forårsagede store smerter og i mange tilfælde døden. Antallet af ofre er ikke kendt, men historikeren Benoît Massin anslår, at mindst 900 tvillinger har passeret gennem Mengeles forsøgslaboratorier. Kun ca. 90 af disse overlevede befrielsen af Auschwitz.
Kaiser-Wilhelm-Instituttet i Berlin spillede en rolle i flere af de medicinske forbrydelser begået i Auschwitz. Mengele var ikke formelt underlagt instituttet, men han agerede i flere tilfælde som den forlængede arm for sin tidligere foresatte Verschuer samt forskerkollegaer i Berlin, som han forsynede med forsøgsemner, herunder blodprøver og organer. Det fulde omfang af samarbejdet er ikke kendt. Mengele menes ikke at have nævnt de makabre detaljer, men det er usandsynligt, at man i Berlin kan have troet, at der lå naturlige dødsårsager til grund og dermed billigedes indirekte de inhumane metoder i lejren. Mengele samarbejdede bl.a. med biolog og øjenforsker Karin Magnussen og fremsendte øjne udtaget af et antal fanger fra samme Sinti-familie, som alle havde medfødt heterochromia iridis. Dødsårsagen stod på papirerne angivet som tuberkulose på trods af familiemedlemmernes næsten samtidige død. Forinden var fangerne på Mengeles foranledning blevet udsat for forsøg på at ændre deres øjenfarve via injektion af bl.a. adrenalin direkte i øjnene. Eksperimenterne resulterede i store smerter og tilfælde af blindhed, hvorefter ofrene blev likvideret med fenol.
Mengele udviste en særlig interesse for dværgvækst samt legemlige deformiteter hos fanger, og han beordrede i flere tilfælde disse undersøgt og likvideret, hvorefter organer og hele skeletter blev præpareret og sendt til instituttet i Berlin. Han blev interesseret i infektionssygdommen noma som nedbryder vævet i ansigtet og som havde en høj forekomst blandt sigøjnerbørnene i lejren. Mengele var imidlertid mere fokuseret på at forsøge at påvise, at sygdommen var genetisk og racemæssigt betinget, end på at helbrede børnene for deres lidelse. Mengele var involveret i tvangssterilisation på fanger samt flere andre typer medicinske forsøg, hvoraf nogle blev foretaget i samarbejde med andre SS-læger i Auschwitz. Forsøgene spændte vidt inden for det lægevidenskabelige felt, men selv når de lå uden for Mengeles lægefaglige kompetence, deltog han i følge øjenvidneberetninger i indgrebene uden at bekymre sig om fangernes liv eller helbred.
Mengele deltog aktivt i likvideringen af sigøjnerlejren i august 1944, hvor omkring 3000 romaer blev sendt til gaskammeret. Han blev efterfølgende forfremmet til lejrlæge i Birkenau for fangehospitalerne i lejrafsnit bII-f og bI-a og bI-b samt hospitalet i kvindelejren. I følge øjenvidneberetninger foretog Mengele under sin stuegang på hospitalerne udvælgelser til gaskamrene med en pedantisk hensynsløshed. For kvinder, som var gravide eller havde født, blev både moder og barn sendt i gaskammeret. Der findes flere beretninger om, at Mengele har gjort sit yderste for at helbrede fangepatienter i lejrens hospitaler, men i mange tilfælde kun for at demonstrere sine lægefaglige evner og derefter sende patienterne til gaskamrene. Også i andre dele af Birkenau-lejren blev Mengele berygtet for sine udvælgelser til gaskamrene, herunder udvælgelser af hele fangebarakker, hvormed flere hundrede fanger på én gang er blevet sendt i døden.
Iflg. det tyske anklageskrift mod Josef Mengele fra 1981 har Mengele egenhændigt udført drab, herunder at have likvideret fanger med sin tjenestepistol samt at have aflivet børn og voksne gennem indsprøjtning med fenol, benzin eller luft, direkte i ofrenes hjertearterie.

## I skjul 1945-1949
Josef Mengele menes at have forladt Auschwitz den 17. januar 1945, 10 dage inden de russiske tropper nåede lejren. Forinden havde han nået at destruere bevismateriale fra forsøgene, men sikret de vigtigste prøver og dokumenter, som han tog med sig. Mengele kørte til kz-lejren Gross-Rosen, men rejste kort efter til Berlin, hvor han fik ordre til at returnere til Gross-Rosen som øverste lejrlæge. Opholdet i lejren blev kortvarigt som følge af den forestående evakuering, og Mengele ankom til underlejren Reichenau og opholdt sig formentlig der, til han i maj 1945 sluttede sig til en Wehrmacht lazaretenhed 150 km vest herfor. Denne blev kort efter taget til fange af amerikanerne, men forinden nåede Mengele at udskifte sin SS-uniform med en Wehrmacht-uniform.
Mengele blev sammen med de øvrige tilfangetagne interneret i en amerikansk fangelejr ved Schauenstein og efterfølgende ved Helmbrechts, hvor det lykkedes ham at forfalske sit navn til Fritz Hollmann på identitetspapirer, som han modtog fra en medfange. Mengele havde under sin SS-uddannelse ikke fået udført den karakteristiske tatovering i armhulen som ville have afsløret hans tilhørsforhold til SS, og under amerikanernes undersøgelser af fangerne, fattede de derfor ikke mistanke til hans potentielle status som krigsforbryder. Allerede i maj 1945 var der udsendt en eftersøgning på Josef Mengele blandt de allierede, men Mengele blev løsladt af amerikanerne i august 1945, uden at hans identitet blev opdaget.
Mengele formodes at have opholdt sig i skovene omkring Günzburg, og selv om hans kone modtog livstegn fra ham, røbede hun intet under amerikanernes forhør. Mengele valgte i oktober 1945 under falsk identitet at søge et mere sikkert skjul ved søge arbejde som karl på en gård i Mangolding øst for Rosenheim. Arbejdet på gården Lechnerhof var hårdt og uvant for ham, og i de næsten tre år han opholdt sig der, var udflugterne og kontakten med omverdenen begrænset, da han og Mengele-familien frygtede opdagelse.
Da Mengele i oktober 1946 hørte om dødsdommene i Nürnberg-processen, begyndte han at opgive håbet om snart at kunne leve frit i Tyskland. Tilskyndet af sin familie besluttede han sig for at flygte til Sydamerika, hvor der var trygge tilflugtsmuligheder. Mengele forlod Lechnerhof i august 1948 og det er uvist, hvor han opholdt sig, til han rejste ud af Tyskland den 15. april 1949 som Helmut Gregor. Det var Hans Sedlmeier som var prokurist i Mengele-virksomheden, der arrangerede rejsen og fra Mengeles far fik penge til betalingen af det netværk af hjælpere, som gjorde den videre færd gennem Sydeuropa mulig. Mengeles rute i foråret 1949 gik via Innsbruck, Steinach, Vinaders, Brennero, Sterzing, Bolzano til Genova. Dette var en flugtrute, som mange nazister benyttede i efterkrigsårene, og som af det amerikanske efterretningsvæsen fik øgenavnet the Ratline. Det var den senere borgmester i Gries am Brenner; Jakob Strickner, som hjalp Mengele med at blive guidet over grænsen til Italien nær Brennerpasset. Med et internationalt Røde Kors pas og familiens finansielle bistand i bagagen forlod Mengele Europa den 25. maj 1949 med ruteskibet North King til Buenos Aires i Argentina, hvor han ankom den 20. juni.

## Sydamerika 1949-1979
I Buenos Aires kom Mengele i kontakt med byens nationalsocialistiske miljø og dermed en stribe prominente ex-nazister og sympatisører. Han lærte bl.a. Willem Sassen at kende og samt Hans-Ulrich Rudel, som blev en nøgleperson i Mengeles sydamerikanske netværk. Rudel var højtdekoreret Luftwaffe-es og en nær ven af præsident Juan Peron. Sassen introducerede i 1952 Mengele og Adolf Eichmann for hinanden. Eichmann boede i en forstad til byen, og de to mødtes flere gange, men Mengele brød sig ikke om den angst, som Eichmann udstrålede. Deres personlighed og sociale status var vidt forskellig, og møderne ebbede ud.
Mengele blev i Buenos Aires medejer af et legetøjssnedkeri og købte sig ind i en farmaceutisk virksomhed med finansiel støtte fra sin far. Han kunne efterhånden leve et komfortabelt og udadvendt liv og i marts 1956 fløj han til Schweiz under navnet Helmut Gregor. På skiferien i Engelberg mødte han sin brors enke, Martha, og hendes søn, Karl-Heinz, samt Mengeles egen søn, Rolf, som Mengele ikke havde set, siden han forlod Tyskland. Opholdet i Europa blev afsluttet med et besøg hos familien i Gunzbürg. Tilbage i Buenos Aires følte Mengele sig sikker nok til at begynde at leve under sit rigtige navn og fik hos myndighederne ændret sine identitetspapirer uden at blive afkrævet en forklaring på, hvorfor han var indrejst i Argentina under falsk navn. Martha og Karl-Heinz rejste samme efterår til Buenos Aires og bosatte sig hos Mengele, og Mengele og Martha giftede sig i Nueva Helvecia i Uruguay den 3. august 1958.
Kun fem dage efter vielsen indgav den tyske journalist og forfatter Ernst Schnabel efter et tip fra en læser indberetning til den tyske anklagemyndighed om Mengeles ophold i Argentina. Uafhængigt heraf kontaktede Hermann Langbein myndighederne med indsamlet materiale om Mengeles forbrydelser samt hans adresse i Buenos Aires, som fremgik af en skilsmissebegæring fra Josef Mengele og Irene Mengele fra 1954 i Düsseldorf. En international arrestordre udstedt af Vesttyskland fulgte i februar 1959, men Mengele var blevet advaret af sin far, som formentlig havde en meddeler ved politiet i Günzburg. Mengele solgte i al hast sin virksomhed og rejste til Encarnacion i det sydlige Paraguay og fik ophold på nazi-vennens Armand Reinaerts farm. Argentinsk politi undersøgte på tysk anmodning hans tidligere adresse i Buenos Aires, men uden held. I maj 1959 flyttede Mengele fra Encarnacion til vennen Alban Krugs mere afsides liggende farm uden for Hohenau og bl.a. med Krugs hjælp modtog Mengele et paraguayansk statsborgerskab. Nyhederne om bevismaterialet, som var blevet indsamlet mod ham, samt det israelske efterretningsvæsen Mossads kidnapning af Adolf Eichmann i maj 1960, gjorde, at Mengele ikke længere følte sig sikker i Paraguay. I oktober samme år flyttede han med hjælp fra Hans-Ulrich Rudel til Brasilien under dæknavnet Peter Hochbichler.
Rudel introducerede i Brasilien Mengele for den østrigske emigrant og nationalsocialist Wolfgang Gerhard, som skulle blive Mengeles trofaste støtte de kommende år i Brasilien. Gerhard skaffede i 1961 Mengele logi og arbejde hos et ungarsk par Gitta og Geza Stammer, som ejede en afsides liggende gård udenfor Sao Paulo. I forbindelse med en avisartikel på årsdagen for befrielsen af Auschwitz i 1962 genkendte Gitta Stammer deres logerende på et avisfoto, og Mengele indrømmede sin sande identitet. Parret forholdt sig loyale, men deres forhold til den dominerende Mengele blev efterhånden anspændt og præget af skænderier. De blev i følgende år flere gange betalt af Hans Sedlmeier for Mengeles fortsatte ophold hos dem.
Eichmann blev henrettet i 1962, og de tyske universiteter fratog i 1962 og 1964 Mengele hans doktorgrader. Under Auschwitz-processen i 1963-65 var hans navn og gerninger nævnt og han blev genstand for pressens interesse. Nyhederne nåede Mengele, og han begyndte at indse, at det afsondrede liv på flugt aldrig ville blive anderledes, med tiltagende negativitet samt dårligt helbred til følge. I 1968 introducerede Wolfgang Gerhard Mengele for det østrigske emigrant-par Wolfram og Liselotte Bossert i den tyske klub i Sao Paulo. Mengele delte mange interesser med Wolfram Bossert og blev efterhånden knyttet til Bossert-familien samt deres to børn. Parret fik i 1972 kendskab til Mengeles virkelige identitet, men selv om Mengele indrømmede, at han havde været i Auschwitz, nægtede han anklagerne mod sig. Om sine forfølgere sagde han; ”De er ikke anklagere, men hævnere”.
Mengele forlod i 1975 Gitta og Geza Stammer og bosatte sig i en bungalow ejet af Bossert-familien i en nedslidt del af Sao Paulo. Her levede han ensom og fattig i de sidste tre år af sit liv under dæknavnet Wolfgang Gerhard – en identitet, som han overtog, da Wolfgang Gerhard i 1971 forlod Brasilien. Et af Mengeles få lyspunkter blev besøget af hans søn Rolf Mengele i 1977. Rolf Mengele der som 16-årig fik kendskab til, at krigsforbryderen Josef Mengele var hans far, havde fortsat en regelmæssig brevveksling med sin far. Selv om sønnen som voksen var stærkt kritisk overfor sin faders fortid, angav han ham ikke, men ønskede med besøget i Brasilien at få faderens eget svar på anklagerne. Rolf Mengele fortalte i 1985 til pressen, at hans far ingen indrømmelser gav ham, men ophidset havde forsvaret sig med, at han havde gjort sit bedste for at hjælpe menneskene. Faderen hævdede, at han i Auschwitz reddede manges liv og personligt aldrig havde gjort nogen noget ondt.
Under en badeudflugt med Bossert-familien i februar 1979 ved et sommerhus i Bertioga nord for Sao Paulo, fik Mengele et slagtilfælde, mens han badede alene i havet. Genoplivningsforsøgene var forgæves, og Wolfram og Liselotte Bossert fik i hast ordnet formaliteterne omkring dødsfaldet, uden at myndighederne betvivlede identiteten af afdøde, som på dødsattesten var 15 år yngre end Mengele.

## Afsløringen i 1985
I forbindelse med 40-årsdagen for befrielsen af Auschwitz i 1985 afholdt overlevende Mengele-tvillinger en høring om Mengele i den tidligere koncentrationslejr, og der blev udøvet et pres på myndighederne for at finde ham. Det resulterede i, at regeringerne i Tyskland, USA og Israel udlovede den hidtil største dusør for informationer, der kunne føre til hans tilfangetagelse og iværksættelsen af et storstilet efterforskningssamarbejde på tværs af landene. Et afgørende gennembrud kom i maj 1985, hvor de tyske myndigheder fattede mistanke til en korrespondance til den fængslede højreekstremist Manfred Roeder og som man mente indeholdt hentydninger til Mengeles død. Desuden modtog det vesttyske politi en anmeldelse fra en privat person, lydende på at Hans Sedlmeier i alkoholpåvirket tilstand havde pralet af, at han i årevis havde hjulpet Mengele i Sydamerika.
En retskendelse til at ransage Hans Sedlmeiers hjem blev udstedt, og i huset blev der fundet omfattende korrespondance med Mengele, herunder kontaktadresser i bl.a. Brasilien. Fundene ledte myndighederne til Mengeles tidligere opholdssteder i Brasilien og resulterede i en identificering og afhøringen af hans formodede kontakter. Da disse nyheder blev bragt i medierne, valgte Rolf Mengele at bryde familiens årelange tavshed og meddele omstændighederne om Josef Mengeles død seks år forinden i Brasilien. Mengeles gravsted var i byen Embu nær Sao Paulo, hvor han lå begravet under navnet Wolfgang Gerhard. Under stor mediebevågenhed blev Mengeles formodede rester gravet op og retsmedicinsk undersøgt af eksperter fra Brasilien, USA og Tyskland. Resultatet var, at fundene med meget stor sandsynlighed tilhørte Josef Mengele, men denne konklusion blev på daværende tidspunkt mødt med skepsis fra flere nazi-jægere. Identiteten blev afklaret i 1992 ved hjælp af en DNA-test i England sammenholdt med blodprøver fra Mengeles søn og tidligere hustru Irene. Afgørelsen var entydig, knogleresterne stammede fra Josef Mengele.
Rolf Mengele overgav i 1985 faderens omfangsrige dagbogsmateriale, breve og noter til de tyske ugeblade Stern og Bunte. I Brasilien havde Mengele i 1960 påbegyndt en selvbiografi, men udeladt tiden fra han blev indkaldt til østfronten, til han forlod Auschwitz. Der manglede også de ti år, han boede i Argentina, og som formentlig var de mest bekymringsløse år på flugt. Det er uvist, om disse dele er gået tabt, bevidst udeladt eller skjult, men det er sandsynligt, at Mengele ikke ønskede at redegøre for disse perioder af sit liv. Det omfattende materiale afslørede, at han blev stærkt præget af selvmedlidenhed og ensomhed. I Brasilien havde han levet et spartansk og tilbagetrukket liv med begrænset kontakt til omverdenen, og han blev plaget af et dårligt helbred og en neurotisk angst for tilfangetagelse. Mengele afslørede en slet skjult bitterhed over tabet af sit fædreland samt det akademiske liv, som han havde måttet opgive, og han gav udtryk for manglen på race-idealer i den verden, som han betragtede på afstand. Det stod klart, at han ikke lærte noget af historien og vedblev at være nazist. Han omtalte til stadighed sig selv i en tone præget af selvretfærdighed uden at kommentere anklagerne mod sig direkte. Han udtrykte ingen anger over fortiden, endsige eget ansvar for sin skæbne, men tegnede selvbilledet af en soldat, der havde kæmpet tappert og stolt for sit fædreland og kun handlet efter ordre. ”I Auschwitz gav jeg liv – jeg tog det ikke”; skrev han.

## Læge og morder
Der er intet i den unge Josef Mengele, der kunne varsle om de forbrydelser, som han senere begik, og præcist hvad der korrumperede hans ambitiøse sind og det lægeløfte, som han aflagde ved sin eksamen, er vanskeligt at slå fast. Det var på universitetet, at Mengeles ideologiske grundlag for de senere handlinger i Auschwitz slog rod. Kombinationen af det politiske klima i Tyskland under NSDAP og Mengeles store interesse og ambition inden for genetik og antropologi faldt sammen med det fremherskende koncept, at bestemte grupper af mennesker var uegnede til at reproducere sig selv – endda uværdige til at leve. Mengele studerede under Tysklands førende genetikere og antropologer, som alle blev fortalere for disse ideer, og universitetsfagene fik en klar antisemitisk drejning. Mengele blev tidligt overbevist om raceteorierne, og at foranstaltninger som medlidenhedsdrab, koncentrationslejre samt tilintetgørelsen af et helt folk måtte anses som ikke alene acceptable, men nødvendige. Ved sin indtræden i Auschwitzmiljøet var Mengele grundlæggende overbevist om, at jøderne var dømt til tilintetgørelse, og når de allerede var dødsdømte, kunne de efter hans opfattelse frit udnyttes i videnskabens og karrierens navn.
 SS-manden fra ” Mein Kampf” – meget moralsk og puritansk.

Karakteristisk for fangernes skildringer af Mengele er hans store modsætninger og utilregnelighed. Han var i stand til at behandle sine jødiske fangelæger ligeværdigt, samt give sigøjnere og tvillingbørn omsorg i en sådan grad, at de viste ham hengivenhed. Mengele besad imidlertid en uigennemtrængelig kynisme, som kunne stå i stærk kontrast til sådanne handlinger. Som når han sørgede for, at et lille barn fik mad og medicinsk behandling, for blot efterfølgende at sende det til gaskammeret. Mengele arbejdede, når alt kom til alt, for den overordnede plan for tilintetgørelsen samt sine egne personlige ambitioner.
Konflikten mellem lægen som helbreder og lægen som dræber syntes udtalt i Mengele, men var et fællestræk blandt mange SS-læger i koncentrationslejrene. Psykiateren Robert Jay Lifton beskriver denne mekanisme som en ”dobling”; en spaltning af ”selvet” i to halvdele. Den ene halvdel er det tidligere, etiske ”selv” der opretholder selvbilledet af at være human læge. Den anden halvdel er ”Auschwitz-selv’et”, der etableres for at kunne fungere i det ekstreme koncentrationslejr-miljø og effektivt arbejde for de nazistiske idéer og mål. SS-lægerne var således afhængige af begge halvdele og nazi-ideologien byggede bro mellem de to. Ifølge Lifton var der hos Mengele en mere ekstrem spaltning end set hos andre SS-læger, og det aktiverede hos Mengele iboende skizofrene tendenser, følelseskoldhed samt sadistiske elementer. Dette kan være en mulig forklaring på Mengeles hæmnings- og skruppelløshed, der set udefra kunne synes motiveret af lige dele ondskab, naivitet og ambition.
 En sadists væsen er, at denne føler glæde ved at forvolde andre smerte. Hos Mengele havde man fornemmelsen, at han slet ikke fornemmede andres smerte, at den slet ikke faldt ham ind. Fangerne var for ham kun marsvin eller rotter, med hvis sjæleliv man slet ikke beskæftiger sig.

Historikeren Ulrich Völklein er af den opfattelse, at Mengele var i ét med sig selv både før, under og efter Auschwitz, og at han derfor ikke havde brug for nogen spaltning af ”selvet” for at fungere i lejren. Mengeles egne skrifter og interviews med sine beskyttere afslører, at han efter Auschwitz sjældent ænsede smerte og problemer hos selv sine nærmeste, selvom han som eftersøgt bragte store vanskeligheder ind i deres liv. Han gav aldrig udtryk for nogen anger. Historikerne Zdenek Zofka og Helena Kubica mener, at Mengele primært skal ses som et stærkt korrumperet produkt af sin samtid i lighed med hundredvis af andre nazi-læger. Han var ideolog og af natur ikke kriminel og ikke sindssyg. Uden et Auschwitz og i et frit og demokratisk samfund kunne han være endt som en pedantisk universitetsprofessor.
Meget tyder på, at Mengele gennem sine forsøg i Auschwitz stræbte efter at nå resultater, således at han efter krigen kunne blive professor ved et tysk universitet. Verschuer og flere af Mengeles kollegaer på Kaiser-Wilhelm Instituttet var involverede i de medicinske forbrydelser, som Mengele og andre begik, men da de ikke selv havde betrådt koncentrationslejrene, lykkedes det dem at undgå retsforfølgelse efter krigen. Den tyske forbundsstat viste i 1950'erne kun en begrænset interesse i at konfrontere sig med fortiden, og for mange af de forskere og læger, som var belastet af fortiden, lykkedes det at redefinere dem selv og den ideologi, som de havde praktiseret under nationalsocialismen og efterhånden genindtræde i ledende stillinger i universitetsmiljøet, deres fortid til trods.

## Myten Mengele
Ingen anden nazist har formentlig frembragt så megen fantasi og fiktion som Josef Mengele. Han hørte blandt de mest eftersøgte krigsforbrydere i verden og såvel hans gerninger i Auschwitz som hans liv på flugt blev omgærdet af mytedannelse og fejlagtige oplysninger, som endnu i dag er vedholdende. Dimensionerne af Mengeles forbrydelser står aftegnet som markante i omfang og gru, men lignende, grænseoverskridende medicinske forsøg blev foretaget af andre nazi-læger i og uden for kz-lejrene. Imidlertid blev Josef Mengele selve det personificerede symbol på Auschwitz og de nazistiske medicinske forsøg. Var han opdaget og taget til fanget i de umiddelbare efterkrigsår, var han utvivlsomt blevet udleveret til en polsk krigsforbryderdomstol og idømt dødsstraf, i lighed med flere af sine SS-lægekollegaer. Da havde hans navn formentlig aldrig indtegnet sig i den brede offentlighed..
I forbindelse med den første arrestordre i 1959 begyndte skriverierne i pressen om Mengele og hans gerninger og de intensiveredes under Auschwitz-processen i Frankfurt am Main fra 1963 til -65. Under retssagen blev hans navn ofte nævnt af vidner og anklagede og spekulationer i pressen om Mengeles opholdsskjul gav næring til interessen om hans person. Fra journalister, forfattere og nazi-jægere kom der gennem 1960'erne og 70'erne sensationsprægede artikler, bøger og film om Mengeles formodede magtfulde liv i Sydamerika, hvor han beskyttet af diktatorer og livvagter forsatte tvillingforskningen. Fra tid til anden berettede medierne om hans tilfangetagelse, hvor i verden han var blevet set og sågar hans likvidering.
Øgenavnet "Dødsenglen fra Auschwitz” eller på tysk Todesengel fik Mengele efter 2. verdenskrigs afslutning. Øgenavnet blev skabt i medierne i 1960'erne på baggrund af øjenvidneskildringer af den på én gang kyniske og venlige SS-læge. Der er berettet om Mengeles forfængelighed samt betydelige tiltrækningskraft på de kvindelige kz-fanger i Auschwitz. Sådanne skildringer af ham må primært tilskrives, at han stod i en skærende kontrast til de forhutlede fanger, der omgav ham i lejren. Under sin tjenestetid fik Mengele betydelige poster som lejrlæge i dele af Birkenau-lejren. Mengele er dog ofte fejlagtigt omtalt som øverste læge, men denne stilling bestred hans overordnede, Standort-Arzt Eduard Wirths. Mengele var kendt inden for Auschwitz-lejren og Kaiser-Wilhelm Instituttet, men var ingen prominent SS-læge eller nazist, og han havde ingen forbindelse til partiledelsen i Berlin.
Det har været beskrevet, at Mengele havde en doktorgrad i filosofi, en titel som han ikke havde. Mengele tog ud over sin eksamen i medicin en doktorgrad i antropologi. Antallet af ofre, som Mengele udvalgte til døden i gaskamrene, har været opgivet til 400.000 i medierne. Dette er et urealistisk højt antal. Mengele havde flere opgaver i lejren, men deltog aktivt i udvælgelserne i den periode, hvor gasningen af jøder var på sit absolut højeste i Auschwitz. Omkring 30 SS-læger gjorde tjeneste mens Mengele fungerede i lejren og læger var pålagt deltagelse i udvælgelserne. Den seneste forskning foretaget af Auschwitz-Birkenau museet anslår, at ca. 1,1 mio. mennesker omkom i lejren, heraf alene ca. 865.000 jøder i gaskamrene. Ud fra disse betragtninger menes et femcifret tal at være det tætteste, som man kan komme det antal drab, som Mengele personligt kan stilles til ansvar for.
Mengele levede de sidste mange år af sit liv isoleret og fattig, og det blev hans held til at undslippe dem, som ledte efter en velhavende og magtfuld læge omgivet af livvagter. Fra 1964 blev indbyggerne i Mengeles fødeby Günzburg af presse og nazi-jægere beskyldt for at kende til Mengeles skjulested ved frivilligt eller ufrivilligt at deltage i en konspiration med den magtfulde Mengele-familie, som var den betydeligste arbejdsgiver i byen. Men, det var kun den inderste kreds af familien, som kendte til Mengeles opholdsteder.
I 2005 forlød det på højreekstremistiske internetsider, at Mengele skulle have en datter født af en australsk kvinde af tysk afstamning. Ifølge disse forlydender var kontakten mellem Mengele og kvinden opstået, da kvinden besøgte en tysk koloni i Paraguay midt i 1960'erne. Barnet var født i Melbourne i Australien, og derefter adopteret privat, muligvis ulovligt. Mengele skulle flere steder i sine dagbogsnotater fra denne tid hentyde til begivenheden. Han forlod imidlertid Paraguay allerede i 1960, og der foreligger ingen dokumentation for historien.
I 2009 hævdede den argentinske historiker Jorge Camarasa at have bevis for, at Josef Mengele i begyndelsen af 1960'erne genoptog sin tvillingeforskning og manipulerede med den genetiske arvemasse i en landsby det sydlige Brasilien. I byen Candido Godoi skulle der som en følge deraf være blevet født usædvanlig mange tvillinger og hver femte fødsel i byen resultere i tvillinger. Selv om Mengele var i Brasilien, afviser den tyske historiker og Mengele-ekspert Sven Keller samt forfatteren Gerald Posner, at påstanden er rigtig. Mengele opholdt sig mere end 1200 km fra den omtalte landsby, og han frygtede efter Eichmanns tilfangetagelse for sit liv. Det anses derfor for højst usandsynligt, at Mengele ville løbe risikoen at give sig offentligt til kende ved igen at udføre lægearbejde.

## Eftersøgningen af Mengele
Josef Mengeles eneste straf for sine forbrydelser blev et efterkrigsliv i angst for tilfangetagelse. En del af hans held med at undslippe retsforfølgelse gennem fire årtier på flugt må tilskrives myndigheders manglende vilje til at finde ham.
Mengele kunne have været opdaget allerede i sommeren 1945 i amerikansk fangelejr, men eftersøgningslister med hans navn nåede ikke frem. Forvirring i amerikanernes koordinering medførte, at en polsk anmodning om at finde og udlevere ham til krigsforbryderprocesser i Polen blev forbigået, og at eftersøgningen af ham derfor ikke fik prioritet. De amerikanske tropper i Günzburg forhørte Mengeles hustru, men kun rutinemæssigt, på baggrund af, at hendes mand var medlem af SS, men uden at være klar over Mengeles status som krigsforbryder. Amerikanerne valgte at tro på hendes udsagn om, at han var død. Det var medvirkende til, at Mengele under krigsforbryderprocessen i Nürnberg i 1946, hvor hans navn og gerninger blev nævnt, allerede blev formodet død. En overvågning af Mengeles nærmeste familie kunne på dette tidspunkt have ført amerikanerne direkte til Mengeles skjul i Mangolding.
Under den vesttyske regering blev der først gjort tiltag i forbindelse med den første internationale arrestordre i 1958, som blev forberedt på baggrund af de indicier for Mengeles ophold i Argentina, som var blevet forelagt myndighederne. Med Mengele-firmaets salgsmæssige tilstedeværelse i Sydamerika og hans skilsmissepapirer fra 1954 var der en begrundet mistanke om, at Mengele var i kontakt med familien, og at Hans Sedlmeier spillede en aktiv rolle. En ransagning i 1964 af Hans Sedlmeiers hjem førte imidlertid intet til, idet han forinden formentlig var advaret af en meddeler ved politiet i Günzburg, lige som Mengele-familien tidligere var blevet varskoet om arrestordren i 1959.
De vesttyske myndigheders ageren i forbindelse med arrestordren og ikke mindst de argentinske myndigheders modvillige tiltag, samt andre sydamerikanske staters senere aktioner, var i heldigste fald langsommelige og i værste fald halvhjertede. Helt frem til 1985 var der hos myndigheder og nazi-jægere en udbredt tro på Mengeles fortsatte ophold i Paraguay på baggrund af kendskabet til hans paraguayanske opholdstilladelse fra 1960. Først i februar 1985 blev et koordineret efterforskningssamarbejde iværksat under deltagelse af den tyske, amerikanske og israelske regering, men da var det for sent.

## Efter 1985
I 2004 offentliggjorde det brasilianske politi arkivmateriale fra 1985 og som indeholdt 84 hidtil ikke-offentliggjorte breve og dagbogsnotater af Mengele. Skrifterne tydeliggjorde kun yderligere Mengeles racistiske overbevisninger.
I september 2007 frigav United States Holocaust Memorial Museum et sensationelt fotoalbum, som var doneret museet af en pensioneret amerikansk soldat. Albummet indeholdt hidtil ukendte fotos af medlemmer af SS-personalet ved Auschwitz-lejren. Bl.a. optræder Mengele sammen med andre ledende medlemmer af SS på otte fotos taget i sommeren 1944 ved rekreationsområdet Solahütte, 30 km syd for Auschwitz .
I 2008 udtalte den 81-årige og nu afdøde Rafi Eitan, der deltog i Eichmann-kidnapningen som leder hos det Israelske efterretningsvæsen Mossad, at man var tættere på at fange Mengele end hidtil kendt. Under forberedelserne af tilfangetagelse af Adolf Eichmann i Buenos Aires i 1960 var israelerne fast besluttet på også at fange Mengele, da de havde efterretninger om hans ophold i byen. Mossad valgte imidlertid at fokusere på Eichmann, da han blev vurderet vigtigere end Mengele og risikoen for at hele operationen kunne mislykkes, hvis begge blev forsøgt taget til fange, ansås for betydelig. Det er dog et faktum, at Mengele forlod Buenos Aires omkring et år, før Eichmann-operationen blev indledt. To år senere modtog Mossad efterretninger om Mengeles ophold i Brasilien, hvor agenter ifølge Rafi Eitan var kommet tæt på en mand, som kunne være ham. Al videre efterforskning blev imidlertid standset snart efter, og ressourcerne rettet mod de opblussende problemer i Mellemøsten. Israel genoptog først efterforskningen af Mengele i Sydamerika i 1985.
I 2008 udtalte Josef Mengeles søn, Rolf Mengele, som i dag lever under navnet Rolf Jenckel, sig for første gang i flere år om sin far. I et interview til det israelske dagblad Jediot Achronot bad han det jødiske folk om ikke at hade ham på grund af, at han er søn af Josef Mengele. "Skyld bliver ikke arvet", udtalte han.
I 2010 blev en 180-siders notesbog skrevet af Mengele sat på auktion af det amerikanske auktionshus Alexander Autographs i Standford, Connecticut, til en startpris på 60.000 US$. Bogen, som var skrevet med blæk og påbegyndt i 1960, indeholdt Mengeles strøtanker om kunst, kultur, religion, historie samt biologi og med et klart standpunkt i de nazistiske doktriner. Bogen kom ifølge auktionshuset i den tyske sælgers besiddelse efter Mengeles død i 1979, men sælgers identitet blev ikke afsløret. Bogen blev solgt til en amerikansk, ortodoks jøde, som var barnebarn af et holocaust-offer, til en uoplyst pris. Køber udtalte til pressen, at det er hans hensigt at donere materialet til et holocaust-museum. Statsmuseet Auschwitz-Birkenau har udtrykt interesse for at erhverve dokumenterne.
I 2011 satte Alexander Autographs et omfattende nummer med manuskripter, notes- og dagbøger fra Mengeles hånd på auktion. Materialet på i alt ca. 3500 sider og er dateret mellem 1960 og 1977. Materialet blev kendt i 1985, og passager af indholdet er bl.a. refereret i Mengele-biografier, men de samlede skrifter er formentligt aldrig blevet gennemgået i detaljer. Alt blev solgt for 300.000 US$ til den samme køber, som erhvervede Mengele-notesbogen året forinden.